# Goślub
Goślub – wieś w Polsce położona w województwie łódzkim, w powiecie łęczyckim, w gminie Piątek.
W latach 1975–1998 miejscowość administracyjnie należała do województwa płockiego.
Wieś wzmiankowana już w 1335 r.
Pałac w stylu klasycystycznym projektował architekt Józef Hauss. Obecnie obiekt należy do Stadniny Koni w Walewicach. W pałacu wychowywał się Jan Chęciński, autor libretta Strasznego dworu.
Pałac otacza park zaprojektowany pod koniec XIX w. przez Hipolita Cybulskiego.
W Goślubiu funkcjonuje edukacyjna wioska prehistoryczna.
Urodził się tu Franciszek Paprocki – polski historyk, archiwista, docent doktor habilitowany.

## Zabytki
Według rejestru zabytków Narodowego Instytutu Dziedzictwa na listę zabytków wpisane są obiekty:
- zespół pałacowy, XVIII–XX, nr rej.: 558-V-31 z 23.01.1951 oraz 475 z 20.11.1978:
  - pałac
  - park
  - brama wjazdowa